# 領家 (浜松市)
領家（りょうけ）は静岡県浜松市中央区の町名。現行行政地名は領家一丁目～領家三丁目。住居表示実施済。

## 地理
江東地区の南東部に位置する。北側は住宅街が広がり、南側は工場が立ち並ぶ。東で頭陀寺町及び参野町、西で中島（一丁目を除く）、南で三島町、北で向宿三丁目と接する。

### 学区
小学校・中学校の学区は以下の通りである。
- 浜松市立相生小学校
- 浜松市立東部中学校

## 歴史

### 町名の由来
もともとは馬領家（ばりょうけ）と呼ばれていた。領家とは荘園を支配する家のこと。天竜川跡地で草原が広がり、馬の産地であったためそう呼ばれた。

### 沿革
- 1889年（明治22年）4月1日 - 町村制の施行により、敷知郡馬領家村が周辺の村と合併し、敷知郡天神町村となる。旧村名は天神町村の大字として残る[WEB 9]。
- 1896年（明治29年）4月1日 - 郡制の施行により、天神町村の所属郡が浜名郡に変更となる。
- 1921年（大正10年）4月1日 - 天神町村が浜松市に編入される。
- 1925年（大正14年）5月1日 -  地籍整理により、大字馬領家から領家町（りょうけまち）に町名変更を実施。また、大字上中島及び大字向宿の各一部を編入。さらに、一部を向宿町へ編入[書籍 2]。
- 1989年（平成元年）3月1日 - 領家町から分離し、領家一丁目～領家三丁目が成立。また、住居表示を実施。残りの部分は三島町に編入したため領家町は廃止[WEB 3]。
- 2007年（平成19年）4月1日 - 浜松市が政令指定都市となる。領家は中区の一部となる。
- 2024年（令和6年）1月1日 - 浜松市の行政区再編により、領家は中央区の一部となる。

## 施設
- 鈴木楽器製作所 本社工場
- 中部ハウス工業 本社
- 大石興業本社工場
- apollostation浜松領家町SS（静岡シェル石油販売が運営）
- コスモ石油セルフ領家SS（コスモ石油販売が運営）

## 交通

### バス
- 遠鉄バス
  - 1遠州浜線：（浜松駅 - ）領家西 - 領家郵便局（ - 遠州浜四丁目・遠州浜温泉 方面）
  - 3三島江之島線：（浜松駅 - ）領家北（ - 南行政センター・遠州浜四丁目 方面）

### 道路
- 浜松市道掛塚砂山線（大浜街道）

## その他

### 警察
警察の管轄区域は以下の通りである。
| 番・番地等 | 警察署       | 交番・駐在所 |
| ---------- | ------------ | ------------ |
| 全域       | 浜松東警察署 | 名塚町交番   |

### 消防
消防の管轄区域は以下の通りである。
| 番・番地等 | 消防署   | 本署/出張所 |
| ---------- | -------- | ----------- |
| 全域       | 中消防署 | 相生出張所  |